# Sistema numerico sessagesimale
Il sistema numerico sessagesimale è un sistema di numerazione posizionale in cui si utilizzano sessanta simboli per rappresentare i numeri o più in generale un sistema di misurazione in cui, pur utilizzando la notazione decimale, ci sia un rapporto di 1/60 tra un'unità di misura e un suo sottomultiplo.

## Utilizzo di sistemi sessagesimali
Sebbene un sistema di notazione sessagesimale "puro", ovvero comprendente 60 diversi simboli da memorizzare, sia difficilmente utilizzabile in pratica, il sistema di numerazione babilonese rappresenta un caso in cui effettivamente si è fatto uso di un sistema posizionale sessagesimale; i simboli per indicare i numeri dall'1 al 59 sono però a loro volta composti in base decimale a partire da un segno elementare (il cuneo che rappresenta l'unità o la decina, a seconda dell'orientazione).
Le ragioni per usare un tale sistema derivano probabilmente da una abitudine al concetto di frazione: un'unità più grande viene pensata come frazionabile in tante parti; perciò si vorrà che sia facilmente divisibile in 2 parti, anche due volte, ma anche in 3 ed in 5. Il 60 si presenta da questo punto di vista un buon numero, dato che pur essendo ragionevolmente piccolo ha ben 12 divisori: 1, 2, 3, 4, 5, 6, 10, 12, 15, 20, 30, 60.

## Sistemi metrici sessagesimali
Probabilmente queste stesse ragioni hanno fatto sì che in svariati sistemi di misura si sia diffuso con il tempo e sia tutt'oggi predominante un sistema sessagesimale: solitamente è prevista un'unità di misura più grande (ad esempio il grado, indicato con il simbolo °, nelle misurazioni di angoli e l'ora nelle misurazioni temporali), una più piccola, equivalente ad {\displaystyle {\frac {1}{60}}} di quella più grande, detta "minuto primo" ed indicata con un apice (′), ed una ancora più piccola, equivalente ad {\displaystyle {\frac {1}{60}}} di minuto primo, detta minuto secondo ed indicata con due apici (′′). Qualora serva più precisione, si suddivide il minuto secondo in 100 parti, dette semplicemente centesimi di secondo (in realtà tali sistemi non sono sessagesimali puri). Due esempi lampanti sono la misurazione degli angoli e quella del tempo (verosimilmente, l'origine delle due convenzioni è unica, dato ad esempio il tempo trascorso dall'ultimo scoccare dell'ora si può leggere su un orologio a lancette semplicemente misurando l'angolo che la lancetta dei minuti forma con l'asse verticale).
Ad esempio, la latitudine e la longitudine del centro della base della Torre di Pisa sono rispettivamente:
- +43° 43′ 22,81″, ovvero 43 gradi, 43 minuti primi, 22 minuti secondi e 81 centesimi
- +10° 23′ 47,22″, ovvero 10 gradi, 23 minuti primi, 47 minuti secondi e 22 centesimi

Infatti latitudine e longitudine non sono altro che angoli.

## Lingue che usano sistemi sessagesimali
- in francese i numeri da 70 a 79 sono espressi con base 60: soixante-dix (70) è letteralmente "sessanta [più] dieci", soixante-quinze (75) è "sessanta [più] quindici".